# Ivan Uchov
Ivan Sergeevič Uchov, accreditato come Ivan Ukhov dalla World Athletics (in russo Иван Сергеевич Ухов?; Čeljabinsk, 29 marzo 1986), è un altista russo, vincitore della medaglia d'oro a Londra 2012 e successivamente squalificato e privato del titolo olimpico.

## Biografia
Il 4 settembre 2008 Uchov si rese protagonista di un episodio che fece discutere: al meeting Athletissima di Losanna si presentò infatti in pedana in stato di ebbrezza. Fece scalpore il fatto che continuasse a bere vodka e Red Bull anche a bordo pedana.
Il 7 agosto 2012 vince la medaglia d'oro alle Olimpiadi di Londra 2012 con la misura di 2,38 m.
Il 9 marzo 2014 vince la medaglia d'argento ai campionati mondiali indoor di Sopot, Polonia, con la misura di 2,38 m. Nel 2014 migliora entrambi i suoi primati personali, salendo fino a 2,42 m indoor e 2,41 m all'aperto.

## Palmarès
| Anno | Manifestazione  | Sede       | Evento        | Risultato | Prestazione | Note                                    |
| ---- | --------------- | ---------- | ------------- | --------- | ----------- | --------------------------------------- |
| 2004 | Mondiali U20    | Grosseto   | Salto in alto | 13º (q)   | 2,10 m      |                                         |
| 2005 | Europei U20     | Kaunas     | Salto in alto | Oro       | 2,23 m      |                                         |
| 2006 | Europei         | Göteborg   | Salto in alto | 12º       | 2,20 m      |                                         |
| 2009 | Europei indoor  | Torino     | Salto in alto | Oro       | 2,32 m      |                                         |
| 2009 | Mondiali        | Berlino    | Salto in alto | 10º       | 2,23 m      |                                         |
| 2010 | Mondiali indoor | Doha       | Salto in alto | Oro       | 2,36 m      |                                         |
| 2010 | Europei         | Barcellona | Salto in alto | Argento   | 2,31 m      |                                         |
| 2011 | Europei indoor  | Parigi     | Salto in alto | Oro       | 2,38 m      | Miglior prestazione mondiale stagionale |
| 2011 | Mondiali        | Taegu      | Salto in alto | 5º        | 2,32 m      |                                         |
| 2012 | Mondiali indoor | Istanbul   | Salto in alto | Bronzo    | 2,31 m      |                                         |
| 2012 | Giochi olimpici | Londra     | Salto in alto | dq        | 2,38 m      |                                         |
| 2013 | Universiadi     | Kazan'     | Salto in alto | dq        | 2,28 m      |                                         |
| 2013 | Mondiali        | Mosca      | Salto in alto | dq        | 2,35 m      |                                         |
| 2014 | Mondiali indoor | Sopot      | Salto in alto | dq        | 2,38 m      |                                         |
| 2014 | Europei         | Zurigo     | Salto in alto | dq        | 2,30 m      |                                         |
| 2015 | Mondiali        | Pechino    | Salto in alto | 24º (q)   | 2,26 m      |                                         |

## Altre competizioni internazionali
2006
- 5º alla World Athletics Final ( Stoccarda), salto in alto - 2,25 m

2009
- 5º alla World Athletics Final ( Salonicco), salto in alto - 2,26 m

2010
- Vincitore della Diamond League nella specialità del salto in alto (20 punti)

2014
- Argento in Coppa continentale ( Marrakech), salto in alto - 2,34 m